# Jan Smutný
Mgr. Jan Smutný (* 4. dubna 1960, Mladá Boleslav) je český politik, v letech 2010 až 2013 poslanec za stranu TOP 09. Poslancem Poslanecké sněmovny Parlamentu České republiky byl zvolen ve volbách 2010 ve Středočeském kraji.